# Венера
Венера (симбол: ♀) је једна од 8 планета Сунчевог система, и друга је планета по удаљености од Сунца, са просечном удаљеношћу од око 0,72 АЈ (или 108.200.000 km). Око Сунца се креће готово кружном орбитом, а једну ротацију обави за 224,7 земаљских дана. Нема природних сателита у својој орбити. Друго је по сјају небеско тело на ноћном небу гледано са Земље, одмах после Месеца, са вредностима привидне магнитуде од -4,9 до -3,8.
Име је добила по староримској богињи љубави и лепоте Венери (грчки еквивалент је Афродита) и једина је планета која је добила име по неком женском митолошком божанству. Гледано са Земље најуочљивија је у сумрак и у рану зору, те се често у народу назива и Звездом Даницом и Звездом Вечерњачом.
Венера спада у групу терестричких планета, а због сличности са Земљом у погледу димензија (најближа је планета по удаљености од Земље и има приближно сличну величину), гравитације и сложене унутрашње структуре често је означавају „Земљином сестром“. Венерина атмосфера је веома густа са структурним уделом угљен-диоксида у њеној грађи од чак 96%. Атмосферски притисак на површини је и до 92 пута виши него на Земљи и износи 92 бара. Због веома густе атмосфере која на планети ствара ефекат стаклене баште, површинске температуре су веома високе и износе у просеку око 735 К, што Венеру чини најтоплијом планетом Сунчевог система. Планета је обавијена густим и изразито рефлектујућим облацима сачињеним од сумпорне киселине.
Постоји могућност да су у прошлости на површини Венере постојали океани који су вероватно испарили услед повећања температура узрокованих ефектом стаклене баште. Слободни атоми водоника су потом највероватније „отплутали у слободни свемир“ због слабог интензитета магнетног поља планете, а под дејством соларних ветрова.
Површина Венере је веома сува и подсећа на изразито сува пустињска подручја на Земљи са којих се местимично издижу вулканске купе и стеновите плоче. Вулканска активност на Венери је веома висока и вероватно је она главни узрочник гомилања огромних количина угљен-диоксида у атмосфери.

## Физичке карактеристике
Венера је једна од 4 терестричке планете у Сунчевом систему, а по удаљености од Сунца налази се на другом месту, одмах иза Меркура. Својим димензијама и масом је доста слична Земљи због чега је често називају и Земљином „сестром близнакињом“. Пречник Венере је 12.092 km, што је за свега 650 km мање од пречника Земље. Њена укупна маса има вредност од 81,5% масе Земље. Међутим, физички услови на површини ове планете се екстремно разликују у односу на оне на Земљи, превасходно због постојања веома густе атмосфере око Венере у којој доминира угљен-диоксид. Угљен-диоксид чини чак 96,5% укупне запремине атмосфере, док је други по заступљености елемент азот.

### Унутрашња структура
Најважнији извори података о унутрашњој структури и геохемији Венере долазе на основу проучавања њених сеизмичких активности на површини и момента инерције. Претпоставља се да због својих сличности са Земљом када је реч о димензијама и густини, има и сличну унутрашњу структуру, односно да су три основна унутрашња слоја језгро, мантл (омотач језгра) и кора. Претпоставке су да је језгро Венере једним делом у чврстом, а једним делом у полутечном стању (слично као и код Земље с обзиром да обе планете деле готово идентичан степен хлађења). Језгро је састављено од тешких метала, углавном гвожђа и има пречник од око 3.000 km. Како је Венера нешто мањих димензија у односу на Земљу, претпоставке су и да су притисци у дубокој унутрашњости планете нешто нижи. Око језгра је растопљени стеновити мантл који чини највећи део запремине планете. Према новијим подацима добијеним са сонде Магелан, Венерина кора је дебља и чвршћа него што се раније претпостављало. Сматра се да Венера нема тектонске плоче попут Земље, што се објашњава непостојањем текуће воде на површини која би олакшала субдукцију. Самим тим и избијање лаве на површину планете је последица напрезања у омотачу која се јављају у правилним временским интервалима (и то је уједно једини начин којим се губи унутрашња топлота планете). Све то знатно лимитира процес губитка унутрашње топлоте и самим тим хлађења планете, односно објашњава недостатак интерно-генерисаног магнетног поља.

### Површинска геологија
Највећи део површине Венере формиран је услед интензивне вулканске активности. На површини ове планете до сада је регистровано 167 вулкана (вероватно активних) пречника изнад 100 km, док се, поређења ради на Земљи налази само један такав вулкански комплекс на острву Хаваји. Међутим овако велика диспропорција у димензијама вулкана никако не значи и да је Венера вулкански знатно активнија од Земље, већ да је њена кора знатно старија од Земљине литосфере. Океанска кора на Земљи је подложна константном „обнављању“ услед субдукције тектонских плоча. Тако је површински слој Венерине коре процењене старости на око 300 до 600 милиона година, док је Земљина кора у просеку стара око 100 милиона година.
Постојање снажне вулканске активности на овој планети доказано је неколико пута. Совјетске научно-истраживачке сонде Венера-11 и Венера-12 (део великог научног пројекта Програм Венера) су 1978, непосредно након спуштања на површину планете регистровале константне и веома јаке муње и ударе громова. Сонда Венера експрес је такође утврдила постојање јаких муња у вишим слојевима атмосфере. Како на површини Венере не постоје кишне падавине које би за собом повукле стварање муња, логично објашњење је да је главни генератор муња на Венери вулкански пепео у вишим слојевима атмосфере. Као доказ за ове тврдње може да послужи и нестабилна концентрација сумпор-диоксида у атмосфери, а која је у периоду 1978—1986. опала за више од 10 индексних поена, што значи да су њихове веће концентрације у прошлости биле последица вулканских ерупција.
Широм целе површине планете расуто је око хиљаду ударних метеорских кратера, од којих је њих око 85% у нетакнутом облику. За разлику од Венере, кратери на Месецу и Земљи су знатно еродирани, што због удара других метеора (у случају Месеца), што због деловања еолске и плувијалне ерозије (на Земљи). Како на Венери не постоје услови слични онима на Земљи, једино вулканска активност може да изврши деградације над знатно старијим ударним кратерима. Непостојање тектонских плоча на Венери онемогућава ослобађање вишка топлоте из мантла, температуре у мантлу расту све док не достигну критичну вредност која знатно ослаби површински слој коре. Тада, у периоду који траје око 100 милиона година долази до потпуног „подвлачења“ површинског дела коре испод горњих слојева мантла, чиме се у целости измени површинска слика планете. Такви циклични процеси понављају се сваких 300 до 600 милиона година.
Током марта 2014. у близини штитастог вулкана Маат Монс, у рифтној зони Ганики, уочена су инфрацрвена „светлуцања“ чије температуре су за 40° до 320°C биле више у односу на околна подручја, што имплицира постојање или извора врелих гасова или вулканских ерупција.

Ударни кратери на површини Венере имају димензије између 3–280 km. Како је атмосфера Венере веома густа, објекти који улазе у њу толико успоравају у највећем броју случајева да се на површину планете спусте без икаквог удара (уколико имају мање вредности кинетичке енергије од одређених), док свемирски пројектили димензија мањих од 50 m у пречнику готово у целости изгоре у атмосфери Венере.

### Основне одлике рељефа Венере
Површина Венере у рељефном смислу је била предмет бројних спекулација све до краја прошлог века, односно све до детаљнијег мапирања које је урадила сонда Магелан 1990—1991. године. Вулканска активност је доста изражена, а постојање сумпорних испарења у атмосфери може да буде доказ тренутних ерупција.
Око 80% површине је прекривено доста заравњеним вулканским површима које су у једном мањем делу готово углачане и са којих се издишу стрми вулкански гребени. Преосталих 20% заузимају две велике висоравни које су означене као „континенти“ (Terra). Северни континент или Иштар тера налази се на северној хемисфери, величине је Аустралије, а име је добио по вавилонској богињи лепоте Иштар. На овој висоравни налази се и планина Максвел, највиши врх Венере који лежи на 11 km изнад просечне површинске висине. Јужни континент носи назив Афродита тера, знатно је већих димензија (његове димензије одговарају површини Јужне Америке) и испресецан је бројним раседима и пукотинама.
На површини планете се налази свега неколико ударних метеорских кратера, што имплицира релативну младост површинског дела планете, од око 300 до 600 милиона година. На површини Венере се налази неколико специфичних облика вулканског рељефа карактеристичних искључиво за ову планету. Међу њима издвајају се вулканска узвишења са заравњеним, и на моменте готово углађеним врховима, која својом физиономијом доста подсећају на палачинке. Та узвишења називају се фара (farra) и њихове димензије варирају између 20 и 50 km у пречнику, односно између 100 и 1.000 m висине. Регистровано је и постојање звездастих површинских фрактура које се називају нове (novae), затим полукружне концентричне пукотине које подсећају на паукове мреже арахноиде и короне (coronae) као систем прстенастих депресија и раседа.
Већина рељефних формација на Венери добила је имена по женама из историје и митологије. Изузетак су једино планина Максвел која је име добила по шкотском математичару и физичару Џејмсу Максвелу и висоравни Алфа, Бета и Овда. Поменути локалитети су добили имена пре него што је Међународна астрономска унија усвојила јединствени систем планетарне номенклатуре.
Географске ширине локалитета на површини Венере одређују се у односу на почетни меридијан који се првобитно налазио јужно од области Алфа у самом средишту овалног рељефног облика означеног именом Ив (Ева). Након окончања неких истраживачких мисија на Венери, редефинисан је локалитет почетног меридијана за који је одређен меридијан који пролази преко централног дела кратера Аријадна.

## Атмосфера и климатске карактеристике
|               |              |                             |
| Висина (у км) | Темп. (у °C) | Атмос. притисак (x земаљски) |
| 0             | 462          | 92,10                       |
| 5             | 424          | 66,65                       |
| 10            | 385          | 47,39                       |
| 15            | 348          | 33,04                       |
| 20            | 306          | 22,52                       |
| 25            | 264          | 14,93                       |
| 30            | 222          | 9,851                       |
| 35            | 180          | 5,917                       |
| 40            | 143          | 3,501                       |
| 45            | 110          | 1,979                       |
| 50            | 75           | 1,066                       |
| 55            | 27           | 0,5314                      |
| 60            | −10          | 0,2357                      |
| 65            | −30          | 0,09765                     |
| 70            | −43          | 0,03690                     |
| 80            | −76          | 0,004760                    |
| 90            | −104         | 0,0003736                   |
| 100           | −112         | 0,00002660                  |

Венерина атмосфера одликује се изразито великом густином, и изграђена је готово у целости од угљен-диоксида и азота чији је процентуални удео у грађи атмосфере знатно мањи (у односу на CO2), док су остали елементи заступљени у траговима. Иако азот чини до 3,5% грађе атмосфере Венере, због њене дебљине и густине концентрација овог елемента је и до 4 пута већа у односу на ону на Земљи (иако азот у атмосфери Земље има удео од 78%). Од осталих елемената треба издвојити оне на бази водоника, попут хлороводоника (HCl) и флуороводоника (HF), а присутне су и мање концентрације угљен-моноксида, водене паре и молекуларног кисеоника. Концентрације водоника у атмосфери Венере су веома мале, а претпоставља се да је највећи део једноставно „отплутао“ у спољашњи свемир, док је остатак остао везан у сумпорној киселини  и водоник-сулфиду . У прилог теорији о губитку великих количина молекуларног водоника иду и подаци о великим концентрацијама тешког водоника (деутеријума ²H) у атмосфери Венере. Концентрације овог изотопа у Венериној атмосфери су око 0,025, што је знатно већа вредност у односу на концентрације на Земљи са 1,6 × 10−4.
Први који је на теоријским основама претпоставио постојање атмосфере на Венери био је руски хемичар Михаил Ломоносов на основу проучавања њених мена из једне мале опсерваторије у Петербургу 1761. године. Према резултатима одређених студија Венерина атмосфера је пре око 4 милијарде година била доста слична оној данас на Земљи, па према томе постоје основане претпоставке да је тада постојала текућа вода на површини ове планете. Пре неких 3,8 милијарди година дошло је до знатног јачања интензитета сунчевог зрачења, што је могло да буде узрок интензивнијег испаравања површинских вода и стварања критичне масе стакленичких гасова у атмосфери. Претпоставке су да је текућа вода на површини постојала око 600 милиона година.
Атмосфера је подељена у више слојева на основу висине и хемијског састава.

### Тропосфера Венерине атмосфере
Тропосфера је најгушћи део Венерине атмосфере, и обухвата појас од површине планете до 65 km у висину. Ветрови су на површини веома спори (готово да и не постоје), температуре и притисак опадају са висином и на горњој граници тропосфере достижу вредности сличне онима на Земљи.
Атмосферски притисак на површини је за преко 92 пута виши у односу на Земљу (поређења ради, атмосферски притисак на површини Венере једнак је ономе на Земљи на дубини од 910 m у океану). Укупна запремина Венерине атмосфере је 4,8 × 1020 кг, што је око 93 пута више у односу на атмосферу Земље. Густина ваздуха на површини има вредности од 67 kg/m³ (што је вредност од 6,5% колико имају текуће воде на Земљи). Због овако високих притисака на површини, угљен-диоксид губи својства гаса и прелази у стање „суперкритичног флуида“ (када температуре и притисци прелазе вредности критичне тачке неког елемента) који прекрива површински део планете. Тај омотач од суперкритичног угљен-диоксида је одличан проводник топлоте и знатно ублажава температурне разлике између дана и ноћи (који трају 56 земаљских дана).
Изразито високе концентрације  у атмосфери заједно са воденом паром и сумпор-диоксидом стварају веома јак „ефекат стаклене баште“ која задржава највећи део сунчевог топлотног зрачења, те је са просечним површинским температурама од око 740К (око 467 °C) Венера најтоплија планета у целом Сунчевом систему (топлија чак и од Меркура, иако прима и до 4 пута мање топлотне енергије). Просечне вредности површинских температура су изнад тачки топљења олова (327 °C), калаја (232 °C) и цинка (420 °C). Дебео слој тропосфере такође смањује на минимум температурне разлике између дана и ноћи, упркос чињеници да због споре ротације један соларни дан на Венери траје 116,5 земаљских дана (обданица траје 58,3 земаљска дана).
Око 99% укупне масе атмосфере Венере отпада на тропосферу, од чега се око 90% укупне запремине налази у појасу до висине од 28 km од површине (на Земљи сличан однос је до висина од 10 km). На висинама од око 50 km вредности атмосферског притиска се изједначавају са вредностима на површине Земље. Тај појас означен је као тропопауза, односно гранична зона између горње тропосфере и доње мезосфере. Према подацима са сонди Венера експрес и Магелан на висинама између 52,5 и 54 km температуре ваздуха имају вредности између 20—37 °C, док је ваздушни притисак идентичан ономе на површини Земље на висини од 49,5 km. Научно није искључено постојање неких животних облика на тим висинама атмосфере.
Брзине ветрова на Венери могу да се директно мере једино у горњим слојевима тропосфере, на висинама између 60 и 70 km, што одговара горњим границама облака. Кретање облака обично се посматра у ултраљубичастом делу спектра где су контрасти између облака најинтензивнији. Брзине ветрова на том нивоу су око 100 ± 10 м/с на географским ширинама испод 50°. Ветрови на Венери се крећу у ретроградном смеру пошто дувају у истом ретроградном правцу њене ротације. Брзине ветрова се нагло смањују идући ка вишим географским ширинама, и на половима достижу вредности нула. Како се ветрови крећу знатно брже од брзина ротације планете ствара се ефекат такозване супер ротације атмосфере, што значи да ваздушне струје обиђу пуни круг око планете много пре него што се изврши једна пуна ротација. Ветрови се одликују и јаким вертикалним градијентом, односно у зони тропосфере им опадају брзине са висином за 3 м/с на сваки километар висине, тако да су брзине на површини знатно мање него на Земљи и износе у просеку од 0,3 до 0,1 м/с. Иако су ово веома мале брзине, ипак су због велике густине атмосфере довољне за покретање прашине и мањих стена по површини.

### Горња атмосфера и јоносфера
Поред најнижег слоја тропосфере, Венерина атмосфера састављена је још од мезосфере која се простире на висинама између 65 и 120 km и термосфере која достиже горње границе атмосфере (егзосфера) на висинама од око 220 до 350 km од површине планете. Егзосфера је толико ретка да у њој готово не долази ни до каквих судара честица.
Венерина мезосфера је подељена у два слоја: нижи слој на висинама између 62 и 73 km и виши слој на висинама између 73 и 95 km. У нижем слоју температуре имају готово константне вредности од око -43 °C (овај слој се поклапа са горњом границом облака). У вишем слоју температуре опадају до вредности од око -108 °C на висинама од 95 km, односно до појаса мезопаузе. То је уједно и најхладнији део Венерине обданичне атмосфере. Мезопауза обухвата висине између 95 и 120 km и карактерише је константан раст температура, све до вредности блиских онима у слоју термосфере (од 27° до 127 °C; подаци се односе на период обданице). Током ноћи температуре у термосфери падају на испод -173 °C, чиме тај слој постаје најхладније подручје на Венери и често се назива криосфером („ледени омотач“).
Ваздушна струјања у слојевима мезосфере и термосфере се знатно разликују од оних у нижим слојевима атмосфере. На висинском појасу од 90–150 km ваздушна струјања крећу се из дневног ка ноћном делу планете, тако што се топао ваздух у току дана издиже, док се ноћу спушта. Спуштање топлих ваздушних маса током ноћи доводи до адијабатског загревања ваздуха у нижим слојевима и формирања топлијег слоја на висинама између 90 и 120 km. Температуре у том слоју мезосфере од -43 °C су због тога знатно више у односу на вредности измерене у исто време у слоју термосфере (-173 °C). Услед поменутог струјања ваздуха молекули кисеоника у ноћној мезосфери прелазе у јонизовано стање (1Δg) услед процеса електролитичке дисоцијације, који након отпуштања емитују инфрацрвено зрачење на таласним дужинама од 1,27 μm. Овакав вид зрачења на висинама између 90 и 100 km је лако уочљив за посматрање са Земље и из спејс-шатлова. Горњи слојеви ноћне мезосфере и термосфера су такође извори глобалне термодинамичке равнотеже у којој емисије 2 и  „сносе одговорност“ за ниске температуре ноћне термосфере.
Године 2011. откривено је постојање танке озоносфере на висинама од око 100 km.
На висинама између 120 и 300 km налази се слој јоносфере који се готово преклапа са термосфером. Међутим до процеса јонизације долази искључиво током обданице, док је током ноћи концентрација електрона у јоносфери готово нула. Венерина јоносфера подељена је на три слоја: v1 (између 120 и 130 km висине), v2 (140–160 km) и  (200–250 km), а постоје претпоставке и о евентуалном четвртом слоју на висинама од око 180 km. Максимална концентрација електрона (број електрона по јединици запремине) од 3 × 1011 м−3 је у слоју v2 у близини субсоларне тачке. Најраширенији јони у слојевима v1 и v2 су O2+, док су слоју v3 доминирају O+ јони. Горња граница јоносфере, односно слој јонопаузе је на висинама 220–375 km и представља границу између планетарне плазме и индуковане магнетосфере.

### Облаци
Облаци у Венериној атмосфери су доста дебели и састављени су од честица сумпор-диоксида и капљица сумпорне киселине. Како ови облаци рефлектују преко 75% укупног сунчевог зрачења које пада на ову планету, ствара се ефекат замагљености који отежава директно посматрање њене површине. Овако велики степен рефлексије доводи до тога да је количина одбијене сунчеве енергије готово једнака оној примљеној, што би значило да потенцијална соларна ћелија у орбити око Венере има могућност непрестаног снабдевања соларном енергијом. Венера има највише вредности геометријског албеда у односу на преосталих 7 планета Сунчевог система. На основу података са сонде Венера експрес познато је да је дебљина облака у ноћном делу атмосфере знатно већа у поређењу са дневним делом. Тако је дебљина облака у дневном делу атмосфере процењена на око 20 km са горњом границом простирања од 65 km, док се у ноћном делу атмосфере горња граница пење до висина од 90 до 105 km.

Облачност је изразито велика, а због велике густине облака јако мале количине сунчева светла допиру до површине планете, видљивост је свега око 3 km, а количина светлости у границама између 5.000 и 10.000 . Самим тим и влажност ваздуха је екстремно ниска и износи свега до 0,1%.
Капљице сумпорне киселине у горњим слојевима атмосфере настају као последица фотохемијских процеса Сунца на угљен-диоксид, сумпор-диоксид и водену пару. Ултраљубичасти фотони таласних дужина испод 169 нанометара фото-разлажу молекуле угљен-диоксида на угљен-моноксид и атомски кисеоник који је изразито реактиван. Атомски кисеоник реагује са сумпор-диоксидом и ствара сумпор-триоксид који у комбинацијама са воденом паром узрокује настанак сумпорне киселине.
2 →  + O
2 + O → 3
3 + 2O → 
Сумпорне кише никада не доспевају на површину Венере пошто испаре у атмосфери услед високих температура, и тај феномен је познат под називом вирга. Постојање сумпора у Венериној атмосфери је, према теоријским анализама последица раних вулканских активности и високих температура које су спречавале његово стврдњавање на површини (као у случају Земље).
Познато је и да облаци на Венери стварају муње и прва их је детектовала совјетска сонда из Програма Венера, а потврдила сонда Венера експрес која је 2006—2007. године регистровала постојање електромагнетних електронских таласа чије постојање је приписано муњама. Испрекиданост тих таласа указује на постојање временских образаца, а утврђено је и да је њихов интензитет готово двоструко мањи него на Земљи.
Године 2009. сонда Венера експрес је у атмосфери Венере снимила јако изражену светлу тачку чије порекло још увек није познато, иако се претпоставља да је последица вулканских активности на површини.

## Индукована магнетосфера
Венера нема магнетско поље, а разлог његовог непостојања није довољно познат, иако се теоријски сматра да је његов недостатак последица или споре ротације или недостатка конвекција у језгру, односно у језгру не долази до стварања динамо ефекта. Венера поседује једино индуковану магнетосферу насталу деловањем сунчевог магнетског поља и јона које су донели соларни ветрови. Може се посматрати као ударни талас који се омотава око одређене препреке (у овом случају та препрека је Венера). Индуковану магнетосферу Венере чине ударни лук, магнетни омотач, магнетопауза и магнетни реп са магнетним колом.
Изнад субсоларне тачке ударни лук налази се на висинама од 1.900 km, односно на 0,3 вредности полупречника Венере. То растојање је измерено 2007. године у време соларног минимума. У време соларног максимума ударни лук се налази на много већим удаљеностима од површине планете. Појас магнетопаузе се налази на око 300 km висине, док је горња граница јоносфере (јонопауза) на око 250 km. У појасу између магнетопаузе и јонопаузе налази се својеврсна магнетна баријера — појас нешто јаче магнетне активности који спречава продирање соларне плазме дубље у атмосферу (углавном у тренуцима соларног минимума). Јачина магнетног поља у том појасу је око 40 . Магнетни реп продужава се у свемир до десет вредности полупречника планете и то је уједно најактивнији део Венерине магнетосфере. У репу долази до убрзања кретања честица и ту су енергетске вредности електрона и јона у вредностима између 100 и 1.000 .
Због недостатка унутрашњег магнетног поља на Венери, соларни ветрови продиру дубоко у планетарну егзосферу доводећи до значајног губљења атмосфере. Губици се најчешће дешавају преко магнетног репа, а највише се губе јони O+, + and He+. Губици водоника су до два пута интензивнији у односу на кисеоник (скоро прави стехиометријски однос) што одговара губицима воде са површине.

## Ротација и орбитално кретање
Венера обилази око Сунца на просечној удаљености од око 0,72 АЈ, што је око 108.000.000 km. За разлику од већине планета Сунчевог система које имају углавном елиптичне орбите, Венерина орбита је најближа идеалном кругу и њен ексцентрицитет је мањи од 0,01. Једну пуну орбиту пређе за 224,65 земаљских дана, односно синодички период ротације траје 582,9 дана. Најближа је Земљи када се налази између Земље и Сунца у фази „мале конјункције“ и тада је на просечној удаљености од око 41.000.000 km. У овој фази конјункције Венера се налази свака 584 дана у просеку. Према Миланковићевим циклусима та минимална раздаљина ће се с временом повећавати како буде долазило до смањења ексцентрицитета земљине орбите током десетина хиљада година. Од 1. до 5383. десила се (односно предвиђено је) укупно 526 таквих „прилаза“ са растојањима мањим од 40 милиона километара, а потом у наредних 60.158 година неће доћи ни до једног таквог приступа. У време периода изразито великог ексцентрицитета удаљеност између ове две планете може да се спусти до 38,2 милиона километара.
Гледано са земљиног северног пола, све планете у Сунчевом систему креће се око Сунца у смеру обрнутом од смера казаљке на сату, док је и смер ротације такође идентичан том кретању код већине планета. Међутим Венера је изузетак пошто око своје осе ротира у смеру казаљке на сату ( ретроградно кретање). Једина планета која има исти смер ротације као и Венера је Уран. Једну ротацију Венера изврши за 243 земаљска дана и то је најспорији ротациони период међу планетама Сунчевог система. То значи да један звездани дан на Венери траје дуже него једна звездана година. Брзина ротације на екватору је 6,5 km/hас што је занемарљиво мала брзина у поређењу са Земљом на којој се тачке на екватору крећу брзинама од 1.670 km/hас. Венерина ротација се додатно успорава и то за око 6,5 минута по једном звезданом дану. Због ретроградне ротације дужина соларног дела дана је нешто краћа у односу на ноћ и траје 116,75 земаљских дана, што је краће чак и од соларног дана на Меркуру који траје 176 земаљских дана. То значи да једна година на Венери траје око 1,92 соларна дана. Због ретроградне ротације Сунце на Венери излази на западу, а залази на истоку.
Венера је вероватно настала из соларне маглице која је своје садашње карактеристике добила услед планетарних пертурбација, хаотичних кретања честица и утицаја сунчеве гравитације. Дужина ротационог периода представља један вид равнотежног стања између јаке гравитационе силе Сунца која тежи да успори ротацију и атмосферских кретања. Период од свака 584 дана када је Венера најближа Земљи поклапа се са трајањем 5 соларних дана на овој планети.
Венера нема природних сателита док је астероид 2002 VE68 чија орбита врши транзит преко Венерине орбите означен као квази-сателит. Коорбиталне орбите имају још и сателити 2001 CK32 и 2012 XE133.
Италијански астроном Ђовани Доменико Касини је у XVII веку објавио своје „откриће“ објекта који се креће око Венере и који је назван Неитх, по египатској богињи рата. Иако је током наредна два века по „открићу“ овог сателита више пута описивано његово кретање по небеском своду, касније је установљено да су то у ствари биле звезде. Екипа научника са Калифорнијског института за технологију у студији посвећеној еволуцији Сунчевог система дошла је до закључка да је у орбити око планете Венере у најранијој фази њене геолошке историје постојао најмање један природни сателит који је вероватно настао као последица снажног метеорског судара који се десио пре више милијарди година. Неких 10 милиона године после првобитног судара дошло је до још једног снажног удара који је вероватно променио смер ротације планете, што је утицало и на кретање дотадашњег сателита и услед убрзања плимских сила довело до његовог постепеног спајања са Венером. Претпоставке су да су на исти начин нестали и неки од евентуалних сателита насталих услед каснијих судара. Алтернативно објашњење везано за мали број природних сателита око терестричких планета везано је за снажне плимске силе Сунца које су у стању да дестабилизују орбите великих сателита у том подручју Сунчевог система.

## Видљивост са Земље
После Сунца и Месеца, Венера је гледано са површине Земље најсјајнији објекат на хоризонту и сјајнија је од свих звезда видљивих на небу. Највећу вредност привидне магнитуде од -4,9 достиже када је у близини Земље у фази половичне видљивости (полумесец). Привидна звездана величина Венере пада на -3,0 када се налази у фази „иза Сунца“. Венеру је могуће видети и усред дана за ведрог времена, односно видљива је голим оком када се Сунце налази ниско на хоризонту. Као једна од „инфериорних планета“ Венерин угао елонгације најчешће има вредност од 47°, што је знатно више од Меркура чија је елонгација до 28°, што значи да је Венера видљива на ноћном небу знатно дуже по заласку Сунца.
Њен изглед на небеском своду гледано са Земље мења се од положаја када је најсјајнија на јутарњем небу и тада је позната као звезда Даница, до позиције када је најсјајнија после заласка Сунца (Вечерњача). Кроз историју често је била предмет погрешних закључака и неретко је означавана као неидентификовани летећи објекат на ноћном небу, па је тако некадашњи председник Сједињених Држава Џими Картер 1969. године, видевши Венеру на ноћном небу, сматрао да је видео НЛО објекат.
Због кретања по орбити око Сунца, облик Венериног диска гледано са Земље варира од танког српа до пуне фазе у периоду од 584 земаљска дана (синодичка година). Све ове промене означене су заједничким именом Венерине мене. Изузеци се једино дешавају када Венера прелази преко површине сунчевог диска (Венерини транзити) када је видљива као црна тачка на површини Сунца, што се дешава сваке 243 године. Венерине мене могуће је уочити и обичним двогледима са увећањима од свега 10 пута, а теоријски Венерин срп је могуће видети и голим оком (уз идеалне временске услове).

### Транзити Венере
Како је Венерина орбита благо нагнута у односу на еклиптику, то значи да у тренуцима када се Венера налази између Земље и Сунца не мора нужно и да се налази у фази преласка преко Сунчевог диска. Венерини транзити дешавају се када се орбита планете у доњој конјункцији поклапа са углом еклиптике. Венерини транзити преко Сунчевог диска са позиције Земље дешавају се у циклусима од по 243 године, и то обично у парним транзитима са размаком од 8 година. Размаци између два циклуса су у интервалима од 105,5 и 121,5 година. Венерине транзите и њихов шаблон понављања први је уочио енглески астроном Џеремаја Хорокс 1639. године.
Последњи парни транзити Венере десили су се 8. јуна 2004. и 5—6. јуна 2012. године, и могли су се посматрати уз помоћ једноставније опреме и трајали су укупно око 6 сати и 40 минута сваки.
Пре тога забележени су парни транзити из децембра 1874. и децембра 1882. године, док ће следећи да се десе у децембру 2117. и децембру 2125. године. Историјски гледано, Венерини транзити су важни јер астрономима омогућавају да детаљније одреде вредности астрономске јединице, а самим тим и димензија целог Сунчевог система, као што је то урадио Хорокс проучавајући транзит из 1639. године. Занимљиво је да су истраживања западних обала Аустралије која је спровео капетан Џејмс Кук уследила након што се он са својом посадом 1768. упутио ка Тахитију са циљем посматрања Венериног транзита те године.

### Пепељаста светлост
Постојање такозване пепељасте светлости на тамној страни планете у српастој фази једна је од највећих непознаница везано за проучавања ове планете. Овај слаби вид светлосног одсјаја на Венери уочен је још 1643. године, али њено постојање никада није потврђено валидним доказима. Како Венера нема природних сателита са којих би се та светлост рефлектовала, верује се да је њено постојање или последица електромагнетних активности у Венериној атмосфери, или обична оптичка варка настала услед посматрања српастог извора светлости.

## Најранија осматрања и директна истраживања Венере
Постојање Венере као небеског тела познато је још од античких времена, иако се у почетку сматрало да је реч о два засебна небеска тела. Вавилонски астрономи су били први који су схватили да је реч о једном небеском телу, без обзира на то да ли је видљиво током сумрака или зоре. Докази тога налазе се на глиненој плочици из 1581. п. н. е, познатој као Амисадугина венерина плочица, у којој се Венера означава као „светла краљица неба“. На плочицама се такође налазе прецизни подаци о појављивању ове планете на хоризонту у периоду од 21 године. И стари Грци су све до VI века пре нове ере и појаве Питагоре сматрали да је реч о два засебна небеска тела Фосфору или „јутарњој звезди“ и Хесперу или „вечерњој звезди“. Римљани су јутарњи аспект Венере означавали именом Луцифер, а у вечерњем аспекту као Хеспер (оба термина су прилагођена из грчке митологије).
Венерини транзити преко сунчевог диска први пут су примећени године 1032. од стране персијског астронома Ибн Сине који је међу првима исправно закључио да је Венера много ближа Земљи од Сунца. У XII веку астроном из Ал-Андалуза Ибн Баџа приметио је својевремено две тамне тачке на површини Сунца које су читав век касније означене као транзити Меркура и Венере. Венерине транзите такође је проучавао и енглески астроном Џеремаја Хорокс који је заједно са Вилијамом Кребтријем утврдио транзит Венере од 4. децембра 1639. године.
Италијански астроном Галилео Галилеј је у XVII веку посматрајући Венеру открио да се њен лик на небу појављује у више фаза, које је слично месечевим менама означио као Венерине мене. Галилео је на основу њених мена правилно закључио и да се Венера окреће око Сунца, а не око Земље, чиме је директно одбацио Птолемејев геоцентрични систем.
Руски научник Михаил Ломоносов је 1761. године први утврдио постојање атмосфере на Венери. Детаљнијим изучавањима атмосфере ове планете базираним на посматрањима бавио се и немачки астроном Јохан Јероним Шретер 1790. године. Године 1866. амерички астроном Честер Лајман утврдио је постојање пуног прстена око планете у фази њене доње конјункције што је био доказ постојања густе атмосфере кроз коју су се преламали сунчеви зраци.
Постојање густе атмосфере дуго времена је онемогућавало научнике да простим осматрањима утврде тачан период ротације Венере, па су Шретер и Касини погрешно проценили тај период на 24 часа (посматрајући привидно кретање тачака на површини).

### Површинска телескопска осматрања са Земље
Мало тога се знало о Венери као планети пре интензивнијих истраживања која су почела да се проводе током 20. века. Без прецизнијих уређаја било је готово немогуће открити неке карактеристике површине планете и њене атмосфере, и тек открићем и усавршавањем астрономске спектроскопије, радарске и технике посматрања ултраљубичастог зрачења то се променило. Прва посматрања УВ спектра Венере вршена су током двадесетих година прошлог века и омогућила су детаљнија осматрања која су била готово немогућа у видљивом и инфрацрвеном делу спектра. на основу тих осматрања која је вршио амерички астроном Френк Елмор Рос и практично је доказано постојање густе атмосфере обавијене густим цирусним облацима.
Спектроскопска осматрања вршена средином прошлог века омогућила су да се дође до првих конкретних закључака о Венериној ротацији. Амерички астроном Весто Слајфер је покушавајући да измери вредности доплеровог ефекта светлости са Венере покушао да утврди тачну ротацију, и након година рада дошао је до закључка да је период ротације Венере знатно дужи него што се раније мислило. Каснија истраживања вршена педесетих година прошлог века утврдила су ретроградни карактер ротације. Прве прецизније представе о ротационом периоду Венере објављене су током 1960-их као последица радарских посматрања која су тада вршена. На основу радарских осматрања вршених током седамдесетих година по први пут се дошло до значајних помака у проучавању површине Венере. Осматрања путем радио таласа из опсерваторије Аресибо утврдила су постојање два изразито снажна рефлектујућа региона на површини који су означени као Алфа и Бета, а такође је утврђено и постојање светлијих регија које су означене као планине, попут Максвелове планине (што је планина виша то је на радарском снимку светлија, пошто радио таласи брже стижу до ње и одбијају се назад). Уједно то су и једина три геолошка објекта на Венери која немају женска имена.

## Истраживачке мисије
Прва роботизована свемирска сонда упућена ка Венери била је совјетска сонда Венера-1 лансирана 12. фебруара 1961. године. Уједно била је то прва међупланетарна сонда у историји истраживања свемира. Након седам дана, сонда Венера-1 је пришла Венери на око 100.000 km и ушла је у стабилну хелиоцентричну орбиту, а убрзо потом дошло је до губитка сигнала са сонде (вероватно услед прегревања сензора који је био окренут ка Сунцу). Сонда Венера-1 је била део обимног совјетског истраживачког пројекта кодног имена Програм Венера, чији је основни циљ било истраживање планете Венере и околног међупланетарног простора. Ка Венери је лансирано укупно 16 сонди у оквиру овог програма у периоду до 1983. године.
Прва америчка међупланетарна сонда Маринер 1 лансирана је 22. јула 1962. године, али је након свега 4,53 минуте по полетању због квара експлодирала у ваздуху. Након почетног неуспеха већ 27. августа исте године ка Венери је лансирана нова сонда Маринер 2, која је након 109 дана успешно стигла у орбиту око Венере на висину од око 34.833 km изнад површине планете. Уједно била је то прва у целости успешна међупланетарна мисија. Мерни уређаји на сонди Маринер-2 су измерили екстремно високе температуре на површини планете, чиме су и практично потврђени резултати ранијих мерења са Земље.
Сонда Венера-3 је 1. марта 1966. успела да уђе у Венерину атмосферу и да се приземљи на површину планете, чиме је постала први објекат изграђен људским рукама који се спустио на површину неког небеског тела. Због квара на комуникационом систему непосредно пре слетања сонда није успела да пошаље ни једну повратну информацију. Већ наредна сонда Венера-4 имала је више успеха након што је 18. октобра 1967. успешно ушла у атмосферу и започела научна мерења. Сонда је измерила вредности површинских температура од око 500 °C, те удео угљен-диоксида у укупном саставу атмосфере од скоро 95%. Како је Венерина атмосфера знатно веће густине него што су инжињери сонде Венера-4 претпостављали, њено спуштање на површину је трајало знатно дуже због чега су се батерије на уређају готово истрошиле и пре самог слетања на површину. Према повратним информацијама са сонде приликом слетања (повратне информације стигле након 93 минута), вредности ваздушног притиска на висинама од 24,96 km износиле су 18 бара.
Свега дан касније пошто је сонда Венера-4 неуспешно слетела на површину, америчка сонда Маринер 5 која је првобитно изграђена као резервна варијанта за сонду Маринер 4 која је истраживала Марс, прелетела је изнад горњих врхова облака на мање од 4.000 km. Резултати добијени са сонди Венера-4 и Маринер-5 заједнички су анализирани од стране мешовитог совјетско-америчког истраживачког тима.
Током јануара 1969. године ка Венери су у размаку од пет дана упућене две сонде Венера-5 и Венера-6 које су у атмосферу око планете доспеле током 16. и 17. маја исте године. Сонде су у техничком смислу биле знатно напредније у односу на претходне мисије, и конструисане су да издрже атмосферске притиске до 25 бара. Како су површински притисци на планети у то време процењени на вредности између 75 и 100 бара нико није очекивао да ће сонде преживети спуштање на површину, те су обе сонде већ 50 минута након слања повратних информација уништене услед високих притисака на висинама од око 20 km изнад површине.

### Истраживања површине и атмосферских прилика
Сонда Венера-7 изграђена је на начин који јој је омогућавао успешно слетање на површини планете уз могућност савлађивања притисака и до 180 бара. Сонда је била опремљена специјалним падобраном за брзо 35-минутно слетање. Непосредно пре слетања сонда је додатно охлађена, а током самог слетања које се десило 15. децембра 1970. године, падобран је делимично поцепан због чега је сонда непланирано ударила у површину планете и окренула се на бок. Сонда је одашиљала слаб повратни сигнал са површине током 23 минута. Била је то прва свемирска летелица која се успешно меко приземљила на површину неке планете, и прва сонда која је слала успешне телеметријске податке са исте.
Програм Венера настављен је са сондом Венера-8 која је слала повратне информације са површине у трајању од 50 минута, након што је успешно ушла у орбиту 22. јула 1972. године. Прве фотографије површине Венере снимиле су сонде Венера-9 (22. октобар 1975. г.) и Венера-10 (25. октобра 1975. г.). Обе сонде су слетеле на два потпуно различита типа рељефа, Венера-9 на падину од уситњених стена нагиба од 20°, док се Венера-10 спустила на заравњену површину избраздану јаким алувијалним процесима.
Готово у исто време америчка сонда Маринер 10 упућена ка Меркуру је прошла крај Венере 5. фебруара 1974. на висини од око 5.790 km од површине. Том приликом сонда је снимила преко 4.000 фотографија те планете. Међутим све фотографије су биле готово неупотребљиве у видљивом делу спектра, и тек под ултраљубичастим светлом указали су се детаљи на облацима које је било немогуће уочити посматрањима са Земље.
Амерички Пројекат Пионир Венера чиниле су две одвојене мисије, орбитер и мултисонда које су одвојено лансиране у мају и августу 1978. године. Орбитер или Пионир Венера 1 је у елиптичну орбиту око Венере ушао 4. децембра и ту остао наредних 13 година вршећи атмосферска мерења и радарско снимање површине. Мултисонда (Пионир Венера 2) се састојала од укупно 4 мање сонде које су у атмосферу ушле 9. децембра и чији основни задаци су били мерења везана за састав, размену топлоте и појаву ветрова у атмосфери. Њихов пад кроз атмосферу трајао је око један сат, али су у том кратком времену сакупљени многи драгоцени подаци. Једна од сонди је чак преживела пад до површине одакле је слала податке још један сат пре него што се практично растопила. Од четири сонде, две су ушле у атмосферу на ноћној страни и откриле једну врло интересантну појаву. На висини од око 11 km „небо тиња“ црвенкастим сјајем који потиче од безбројних муња које непрестано блескају. Инструменти су забележили и до 25 блескова у секунди. Начин на који настају све те силне муње остао је необјашњен. Њихови одблесци могли би бити тајанствено пепељасто светло које је више пута опажено телескопима са Земље на ноћној Венериној страни.
Још 4 лендера из Програма Венера упућена су ка површини ове планете у наредне 4 године, а сонде Венера-11 и Венера-12 су снимиле постојање јаких грмљавинских олуја док су лендери Венера-13 и Венера-14 (успешно се спустили 1. и 5. маја 1982. г.) послали прве фотографије Венерине површине у боји. Све четири мисије су за спуштање у горњим деловима атмосфере користили падобране, којих би се ослободили на висинама од око 50 km даље користећи велику густину атмосфере и трење које кретање кроз њу производи за успешно „меко слетање“. Обе сонде су анализирале површинске узорке земљишта спектрометарском рендгенском флуоресцентном методом. Програм Венера окончан је у октобру 1983. након што су сонде Венера-15 и Венера-16 остале у орбити око Венере са циљем детаљнијег мапирања површинских делова.
Године 1984. совјетска свемирска агенција је покренула Програм Вега чији циљ је било комбиновано истраживање планете Венере и Халејеве комете која је прошла кроз унутрашњи део Сунчевог система 1986. године. На путањи ка комети сонде Вега 1 и Вега 2 су у орбиту око Венере испустиле сонду коју су придржавали балони који су пројектовани тако да равнотежно стање постигну на висинама од око 53 km где су температуре и притисци слични онима на површини Земље. Сонде су биле оперативне наредних 46 сати и за то време су откриле много веће турбулентности у атмосфери него што је то раније претпостављано.
Почетна осматрања планете Венере са површине Земље дала су само наслутити евентуалне форме рељефа ове планете, а до прецизнијих података дошло се тек након радарских мапирања са лендера и орбитера. Америчка сонда Магелан, лансирана 4. маја 1989. била је прва специјализована мисија намењена топографском радарском мапирању површине ове планете. Сонда је током мисије која је трајала око четири и по године путем радара снимила око 98% површине планете фотографијама високе резолуције и око 95% њеног магнетног поља. Сонда је по окончању мисије 1994. послата дубоко у атмосферу Венере са циљем да пре уништења измери њену густину.
Делимична снимања Венере извршиле су и сонде Касини-Хајгенс и Галилео током њиховог пута ка спољашњим планетама.

### Активне и предвиђене мисије
Сонда MESSENGER агенције НАСА на свом путу ка Меркуру у два наврата је прелетела Венеру, у октобру 2006. и јуну 2007. године, обавивши притом важна научна мерења. Сонда Венера експрес Европске свемирске агенције успешно је ушла у поларну орбиту око Венере 11. априла 2006. године. Задатак сонде је било обављање комплексних истраживања о атмосфери и облацима, те површинских карактеристика, посебно температура. Једно од најзначајнијих открића ове мисије је откриће постојања два веома снажна поларна циклонска подручја изнад јужног пола Венере.
Јапанска свемирска агенција је у мају 2010. године ка Венери послала сонду Акацуки која током децембра исте године није успела да уђе у орбиту око планете, али је то успела из другог покушаја. Циљ мисије је снимање површине планете помоћу инфрацрвених камера, експериментално потврђивање муња у атмосфери и прибављање доказа о вулканској активности.
Европска свемирска агенција за 2018. планира лансирање сонде BepiColombo ка Меркуру, која би пре него што стигне на крајње одредиште требало да изврши два прелета изнад Венере.
Агенција НАСА је у оквиру Програма Нове границе разматрала слање лендера Venus In-Situ Explorer ка Венери чији би основни циљеви били проучавање елементалних и минералних структуралних делова реголита. У исто време разматрано је и слање посебне сонде SAGE намењене геохемијским испитивањима атмосфере и површине, али се убрзо одустало од те идеје.
Федерална космичка агенција Русије планира слање мисије Венера-Д која би сличним методом као последње две сонде из Пројекта Венера вршила обимна испитивања атмосфере и површине Венере. Сонда би требало да се у форми лендера спусти на површину планете. Од октобра 2015. године челници руског института IKI RAN воде разговоре са челницима агенције НАСА о заједничком спровођењу ове мисије. Разговори су са краћим прекидима због политичких тензија настављени и коначна одлука о инструментима и конфигурацији мисије се очекује до краја маја 2017. године. Мисија ће полетети после 2025. године.
Стручњаци агенције НАСА су у сарадњи са научницима са Бостонског универзитета у орбиту око Земље 27. новембра 2013. лансирали суборбитални ракетни телескоп VeSpR (енгл. Venus Spectral Rocket Experiment) чији је основни задатак да прикупља ултраљубичасто зрачење које се емитује са површине Венере, са циљем да се открије историја постојања текуће воде на тој планети.
| Држава      | Име мисије      | Датум лансирања     | Карактеристике и резултат | Напомена                                                                               |
| ----------- | --------------- | ------------------- | ------------------------- | -------------------------------------------------------------------------------------- |
| СССР        | Спутник 7       | 4. фебруар 1961.    | неуспешан покушај         |                                                                                        |
| СССР        | Венера-1        | 12. фебруар 1961.   | сонда                     | изгубљен контакт са сондом                                                             |
| САД         | Маринер 1       | 22. јул 1962.       | сонда                     | неуспешно лансирање                                                                    |
| СССР        | Спутник 19      | 25. август 1962.    | сонда                     | неуспешан покушај                                                                      |
| САД         | Маринер 2       | 27. август 1962.    | сонда (прелет)            | први успешан прелет око планете                                                        |
| СССР        | Спутник 20      | 1. септембар 1962.  |                           | неуспео покушај                                                                        |
| СССР        | Спутник 21      | 12. септембар 1962. |                           | неуспео покушај                                                                        |
| СССР        | Космос 21       | 11. новембар 1963.  |                           | тестни лет ка Венери                                                                   |
| СССР        | Венера 1964А    | 19. фебруар 1964.   |                           | неуспешно лансирање                                                                    |
| СССР        | Венера 1964Б    | 1. март 1964.       |                           | неуспешно лансирање                                                                    |
| СССР        | Космос 27       | 27. март 1964.      |                           | неуспешан прелет                                                                       |
| СССР        | Зонд 1          | 2. април 1964.      | сонда                     | изгубљен контакт                                                                       |
| СССР        | Венера-2        | 12. новембар 1965.  | сонда                     | изгубљен контакт                                                                       |
| СССР        | Венера-3        | 16. новембар 1965.  | лендер                    | изгубљен контакт                                                                       |
| СССР        | Космос 96       | 23. новембар 1965.  | лендер                    | непознат исход мисије                                                                  |
| СССР        | Венера 1965А    | 23. новембар 1965.  |                           | неуспешно лансирање                                                                    |
| СССР        | Венера-4        | 12. јун 1967.       | сонда                     |                                                                                        |
| САД         | Маринер 5       | 14. јун 1967.       | прелет                    |                                                                                        |
| СССР        | Космос 167      | 17. јун 1967.       | сонда                     | покушај                                                                                |
| СССР        | Венера-5        | 5. јануар 1969.     | сонда                     |                                                                                        |
| СССР        | Венера-6        | 10. јануар 1969.    | сонда                     |                                                                                        |
| СССР        | Венера-7        | 17. август 1970.    | лендер                    |                                                                                        |
| СССР        | Космос 359      | 22. август 1970.    | сонда                     | покушај                                                                                |
| СССР        | Венера-8        | 27. март 1972.      | сонда                     |                                                                                        |
| СССР        | Космос 482      | 31. март 1972.      | сонда                     | покушај                                                                                |
| САД         | Маринер 10      | 4. новембар 1973.   | прелетач                  | у склопу мисије ка Меркуру                                                             |
| СССР        | Венера-9        | 8. јун 1985.        | орбитер и лендер          |                                                                                        |
| СССР        | Венера-10       | 14. јун 1975.       | орбитер и лендер          |                                                                                        |
| САД         | Пионир Венера 1 | 20. мај 1978.       | орбитер                   |                                                                                        |
| САД         | Пионир Венера 2 | 8. август 1978.     | сонде                     |                                                                                        |
| СССР        | Венера-11       | 9. септембар 1978.  | прелет и лендер           |                                                                                        |
| СССР        | Венера-12       | 14. септембар 1978. | прелет и лендер           |                                                                                        |
| СССР        | Венера-13       | 30. октобар 1981.   | прелет и лендер           |                                                                                        |
| СССР        | Венера-4        | 4. новембар 1981.   | прелет и лендер           |                                                                                        |
| СССР        | Венера-15       | 2. јун 1983.        | орбитер                   |                                                                                        |
| СССР        | Венера-16       | 7. јун 1983.        | орбитер                   |                                                                                        |
| СССР        | Вега 1          | 15. децембар 1984.  | лендер и балон            | део мисије ка Халејевој комети                                                         |
| СССР        | Вега 2          | 21. децембар 1984.  | лендер и балон            | исто као Вега 1                                                                        |
| САД         | Магелан         | 4. мај 1989.        | орбитер                   |                                                                                        |
| САД         | Галилео         | 18. октобар 1989.   | прелет                    | сонда ка Јупитеру                                                                      |
| САД         | Касини-Хајгенс  | 15. октобар 1997.   | прелет                    | као Сатурнов орбитер                                                                   |
| САД         |                 | 2. август 2004.     | двоструки прелет          | Меркуров орбитер                                                                       |
| ЕСА         | Венера експрес  | 9. новембар 2005.   | орбитер                   |                                                                                        |
| Јапан       | Акацуки         | 12. мај 2010.       | орбитер                   |                                                                                        |
| ЕСА · Јапан |                 | октобар 2018.       | два прелета               | Орбитер око планете Меркур. Извршиће два прелета поред Венере на свом путу ка Меркуру. |
| Русија      | Венера-Д        | после 2025.         | орбитер, лендер           |                                                                                        |

## Занимљивости
- Венера је једина планета у Сунчевом систему која је име добила по женском божанству, док су божанства Геја и Тера у ствари персонификације Земље у митологији. Женска имена имају и патуљасте планете Церера, Ерида и Хаумеа.
- Астрономски симбол Венере (кружић са крстићем испод) је уједно и симбол који се у биологији користи за женски род.[140] У западњачкој алхемији Венерин симбол се изједначава за симболом за бакар.[140]
- Једино подручје на Венери које приближно задовољава услове живота какав је на Земљи, налази се у атмосфери на висинама од око 50 km од површине.[141]
- Прве идеје о слању људске посаде на Венеру датирају са краја 1960-их година из времена Програма Аполо.[142]

### Картографски извори
- Номенклатура и картографски објекти на Венери;
- Детаљна мапа планете Венере;